# 투발루의 총리
투발루의 총리(투발루어: Ulu o te Malo o Tuvalu)는 투발루의 정부수반이다.

## 목록
| 대수 | 성명                                    | 임기                              |
| ---- | --------------------------------------- | --------------------------------- |
| 1    | 토아리피 라우티 Toaripi Lauti           | 1978년 10월 1일~1981년 9월 8일    |
| 2    | 토마시 푸아푸아 Tomasi Puapua           | 1981년 9월 8일~1989년 10월 16일   |
| 3    | 비케니베우 파에니우 Bikenibeu Paeniu    | 1989년 10월 16일~1993년 12월 10일 |
| 4    | 카무타 라타시 Kamuta Latasi             | 1993년 12월 10일~1996년 12월 24일 |
| 5    | 이오나타나 이오나타나 Ionatana Ionatana | 1999년 4월 27일~2000년 12월 8일   |
| 6    | 파이말라가 루카 Faimalaga Luka          | 2001년 2월 24일~2001년 12월 14일  |
| 7    | 콜로아 탈라케 Koloa Talake              | 2001년 12월 14일~2002년 8월 2일   |
| 8    | 사우파투 소포앙가 Saufatu Sopoanga      | 2002년 8월 2일~2004년 8월 27일    |
| 9    | 마티아 토아파 Maatia Toafa              | 2004년 8월 27일~2006년 8월 14일   |
| 10   | 아피사이 엘레미아 Apisai Ielemia        | 2006년 8월 14일~2010년 8월 29일   |
| 11   | 윌리 텔라비 Willy Telavi                | 2010년 12월 24일~2013년 8월 1일   |
| 12   | 에넬레 소포아가 Enele Sopoaga           | 2013년 8월 1일~2019년 8월 19일    |
| 13   | 카우세아 나타노 Kausea Natano           | 2019년 8월 19일~2024년 2월 26일   |
| 14   | 펠레티 테오 Feleti Teo                  | 2024년 2월 26일~현재              |